# Dobra, Powiat łobeski
Dobra, även kallad Dobra Nowogardzka, tyska: Daber, Kreis Naugard/Pommern,  är en småstad i nordvästra Polen, belägen i distriktet Powiat łobeski i Västpommerns vojvodskap, 60 kilometer öster om Szczecin. Tätorten hade 2 361 invånare år 2014 och är centralort i en stads- och landskommun, med totalt 4 488 invånare samma år.